# Ignacio Salas Gallardo
Ignacio Salas Gallardo (* 30. Juli 1938 in Guadalajara, Jalisco; † 26. Oktober 2003) war ein mexikanischer Fußballspieler auf der Position des Innenverteidigers.
Er begann seine Profikarriere in der Saison 1961/62 bei seinem Heimatverein Chivas Guadalajara, mit dem er in den 1960er Jahren drei Meistertitel gewann.
Salas war auch für die mexikanische Fußballauswahl vorgesehen, die zum olympischen Fußballturnier 1964 nach Tokio reiste, wurde aber im letzten Augenblick noch durch Mario Ayala vom Club América ersetzt.

## Erfolge
- Mexikanischer Meister: 1962, 1964, 1965
- Mexikanischer Pokalsieger: 1963
- Mexikanischer Supercup: 1964, 1965
- CONCACAF Champions’ Cup: 1962